# 亚伯拉罕·莉洛·明娜
亚伯拉罕·莉洛·明娜（匈牙利語：Ábrahám Lilla Minna，2006年3月23日—），匈牙利女子游泳运动员，2022年欧洲游泳锦标赛女子4×200米自由泳接力铜牌得主、2024年世界短池游泳锦标赛女子4×200米自由泳接力银牌得主。